# Rosaster confinis
Rosaster confinis är en sjöstjärneart som först beskrevs av Jean Baptiste François René Koehler 1910.  Rosaster confinis ingår i släktet Rosaster och familjen ledsjöstjärnor.

## Underarter
Arten delas in i följande underarter:
- R. c. timorensis
- R. c. confinis